# Варгабелеш
Варгабе́леш (венг. vargabéles) — десертное блюдо венгерской кухни родом из Коложвара, нежная творожная запеканка с домашней лапшой в пресном вытяжном тесте, как для ретешей, или иногда песочном тесте.
Для приготовления варгабелеша требуется замесить тесто для домашней лапши и тесто для ретешей. Домашнюю лапшу отваривают в слегка подсоленной воде с жиром и дают стечь. Творожную массу для запеканки замешивают с яичными желтками, сливочным маслом и ванильным сахаром, сметаной, лимонной цедрой и заранее замоченным изюмом, иногда манной крупой. Затем к полученной массе примешивают лапшу и взбитые белки. Варгабелеш собирают на смазанном маслом и присыпанном панировочными сухарями противне: три слоя теста, промазанных растопленным сливочным маслом, затем творожная масса с лапшой и сверху ещё три слоя теста. Песочное тесто раскатывают на два слоя: нижний и верхний, и верх смазывают взбитым желтком. Варгабелеш выпекают в духовом шкафу до хрустящей корочки и подают горячим, присыпав ванильным сахаром или сахарной пудрой.